# 実田千聖
実田 千聖（みた ちさと）は、日本のグラフィックデザイナー、キャラクターデザイナー、イラストレーター。女性。北海道出身。CAPCOM所属。

## 略歴
北海道の美術系学校の油彩科を卒業し、CAPCOM入社後の10年間、背景デザイナーとして様々なゲーム作品に関わる。シューティングゲーム『エクストルーパーズ』では背景とユーザーインターフェース (UI) 担当として開発チームに参加したが、ビジュアルをリアル系からマンガチックに方向転換するのに伴い、明るくデフォルメの利いた絵が描ける実田がキャラクターデザインに抜擢された。
テレビアニメ『マクロスΔ』のキャラクターデザイナー選考が難航していた頃、『エクストルーパーズ』のプロモーションアニメをサテライトが担当していた縁で実田の名前が挙がり、CAPCOMとしては珍しい社外作品のキャラクター原案を担当した。本人は元々マクロスシリーズや河森正治作品のファンだったといい、本作では女性ボーカルユニット「ワルキューレ」などをデザインした。
恋愛ゲーム『囚われのパルマ』では「3D・絵画的・厚塗り」という異なる画風を見せ、ツイッターに投稿した主人公の顔の造形が黄金比と話題になった。本人曰く、アンドリュー・ルーミスのイラスト解説書を参考にして、主要パーツから他の部分の比率を導いて描いているという。作業ツールは「CLIP STUDIO PAINT」を全工程で使用している。

## 作品

### ゲーム
- 2012年 エクストルーパーズ（キャラクターデザイン、背景デザイン、UIデザイン）
- 2012年 レイトン教授VS逆転裁判（背景制作協力）
- 2016年 囚われのパルマ（キャラクターデザイン、スチル、背景作画）
- 2018年 カプコン ベルトアクション コレクション（イラストレーター）
- 2018年 囚われのパルマ Refrain（キャラクターデザイン、メインビジュアル、スチル作画、背景・3Dモデル監修）

### テレビアニメ
- 2016年 マクロスΔ（キャラクター原案）

### アニメ映画
- 2018年 劇場版マクロスΔ 激情のワルキューレ（キャラクター原案）

### イラスト
- 2024年 ワルキューレ ライブアルバム『W encore』ジャケットイラスト[8]

## 関連書籍
- エクストルーパーズ ビジュアル&ワールドガイド（カプコン、2012年11月2日発行、ISBN 9784862333766）
- エクストルーパーズ 公式コンプリートガイド（エンターブレイン、2012年12月22日発行、ISBN 9784047286672）
- エクストルーパーズ 公式設定資料集（一迅社、2013年4月2日発行、ISBN 9784758013109）
- マクロスΔ キャラクターデザインワークス（一迅社、2016年12月2日発行、ISBN 9784758015301）
- 囚われのパルマ 公式ファンブック（KADOKAWA、2017年2月25日発行、ISBN 9784047332218）